# Wapen van Bakel

Dorpswapen van bakel

Het wapen van Bakel bestaat uit een blauw schild, met daarop Willibrordus afgebeeld. Het wapen werd gekozen omdat dit ook het wapen was van de voormalige gemeente Bakel en Milheeze. Bakel behoort tot de gemeente Gemert-Bakel, gelegen in de Nederlandse provincie Noord-Brabant. De zeven dorpswapens voor de kernen zijn in een raadsvergadering van de gemeente Gemert-Bakel op 19 november 1997 vastgesteld.